# 얀 후스
얀 후스(Jan Hus, 1372년? ~ 1415년 7월 6일)는 체코의 기독교 신학자이며 종교개혁가이다. 그는 존 위클리프의 영향으로 성서를 믿음의 유일한 권위로 강조하는 복음주의적 성향을 보였으며, 서방교회 교황 지지자들과 지도자들의 부패를 비판하다가 1411년 대립교황 요한 23세에 의해 파문당했다. 1415년 5월 4일 발표된 콘스탄츠 공의회의 결정에 따라 7월 6일 화형에 처해졌다. 하지만 그가 화형당한 이후 그의 사상을 이어받은 사람들이 보헤미안 공동체라는 공동체를 만들고, 그의 주장은 마르틴 루터 등 알프스 이북의 종교개혁가들에게도 영향을 끼치게 된다. 현재에는 18세기 이후에 설립된 모라비아 교회 혹은 체코 개신교라는 명칭으로 명맥을 이어나가고 있다.

## 생애
얀 후스는 남 보헤미아의 후시네쯔에서 태어났다. 그가 태어난 날은 1369년에서 1373년 사이로 생각되고 있다. 그가 성직수임을 받은 해를 기준으로 역산하면 1372년으로 추정된다. 그의 부모와 가족에 대해서는 거의 알려져 있지 않다.
얀 후스는 프라하 카렐 대학교에서 공부했다. 1393년 학사에 해당하는 학위를 받고 1396년 인문학 석사(mistr svobodných umění) 학위를 받는다. 그 후 1400년부터 대학에서 교양 학부와 신학부의 교수로 일했으며, 로마 가톨릭교회 사제가 된다. 프라하의 성 미카엘 교회 (Kostel sv. Michala)에서 설교를 하기 시작한다. 1402년 3월 14일부터 베들레헴 성당(Betlémská kaple)에서 설교자로서 활동했다. 1401년에는 철학부의 학장을 맡고 1년 후에는 대학의 총장이 되어 체코인들이 독일의 힘에 맞서 싸울 것을 독려한다. 그는 프라하 카렐 대학교의 지도적인 체코인 교수로서, 라틴어 뿐 아니라 체코어로도 저술 활동을 했고, 체코어를 개량하고 체코어 철자법을 개혁하여 지금까지 이어지게 하였으며, 체코어로 찬송가를 보급하였다. 그는 설교와 저술로서 교회가 타락을 청산하고 초기 기독교 정신으로 복귀해야 한다고 주장했으며, 그의 주장은 프라하 카렐 대학교 교수들과 왕실, 일부 귀족, 그리고 다수 대중의 지지를 받았다. 그러나 고위 성직자들과 프라하의 독일인들은 이에 반발하였고, 프라하 카렐 대학교의 독일인 교수와 체코인 교수의 갈등이 시작되었다. 이 갈등은 1409년 바츨라프 4세의 크트나호라 칙령으로 1348년 카렐 4세가 국제주의적 원칙에 입각, 배분한 민족 구성이 재조정되어 대학의 주도권이 체코인 교수에게 돌아간 것이다. 독일인 교수들과 학생들은 이에 대한 항의로 학교를 떠나 라이프치히에서 새로운 대학을 설립했다.

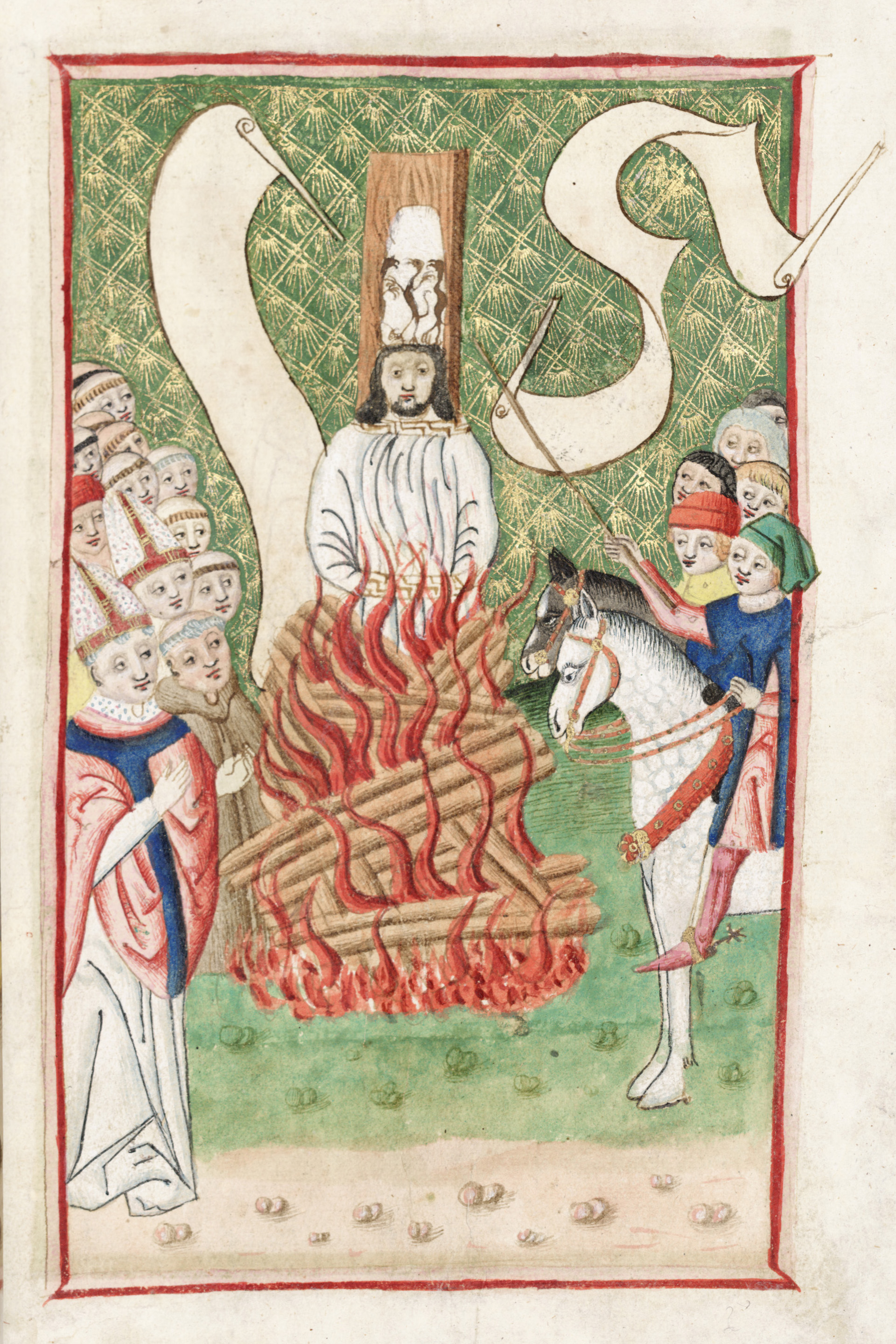
화형당하는 후스(예나 약전, 15세기 후반)

그에게 영향을 준 영국인 종교 개혁자 존 위클리프(John Wycliffe, ?~1384)와 달리 후스는 대중 앞에서 설교를 통해 가르침을 설파하고 이를 실행에 옮기라고 촉구했다. 또한 그는 교회의 재산권을 박탈해서 청빈한 교회를 만들어야 한다고 하여 소귀족들과 도시 민중 등 대중의 지지를 받았다. 1412년 후스가 가톨릭 교회의 면죄부 판매를 공개적으로 비난하자 교회는 이에 역시 대응하였으며, 바츨라프 4세는 교회 편을 들어서 결국 후스는 프라하에서 떠나 남부 체코의 코지흐라데크에서 소귀족들의 보호를 받으며 지냈다. 이 시기에 후스는 농민들에게 복음을 전함으로써 계몽하였으며, 교회를 비판함으로써 교회개혁을 주장하였다.
1414년 10월 독일의 콘스탄츠에서 종교회의가 열렸는데, 신성 로마 제국 황제이자 바츨라프 4세의 동생인 지기스문트(Sigismund Luxcemburg)가 안전을 보장하면서 후스로 하여금 종교 회의에 참석할 것을 요구하자 후스는 교회의 고위 성직자들에게 자신의 주장을 이해시킬 수 있을 것이라 판단, 동의하였는데, 그는 콘스탄츠에 오자마자 체포되어 감옥에 갇혔고 고문을 당했다. 하지만 뜻을 버리지 않는 절개를 보여 1415년 7월 6일 화형에 처해졌다. 약 1년 후 1416년 5월 30일 같은 곳에서 후스의 친구이자 동료였던 프라하의 제롬(Jerome of Prague)도 처형당했다.

## 그의 죽음이 끼친 영향
콘스탄츠 공의회가 후스를 화형에 처하자 체코인들의 강한 반발을 불러일으켰고, 체코 땅에는 혁명의 기운이 감돌기 시작했다. 1415년 가을에는 여러 귀족들이 콘스탄츠 공의회의 결정을 거부한다는 결의문을 발표하고, 후스의 가르침에 따라 체코에서 하느님의 말씀을 끝까지 수호하겠다는 선언문을 발표했다. 이는 로마 가톨릭교회에 대한 도전과 봉기의 신호였으며, 프라하 대학교 교수들과 체코 대중들의 환영을 받았다. 이들은 성만찬 때에 신약성서의 최후의 만찬 이야기에 근거하여 빵과 포도주를 모두 나누었으며(그 전에는 성직자들에게만 포도주를 나누는 것이 허용되었는데, 후스가 살아 있을 때 지지자들이 후스의 허락을 받아 이를 채택하기 시작했다), 포도주를 담은 성작은 후스주의 운동의 상징이 되었다. 결국 후스주의와 로마 가톨릭 사이의 갈등은 깊어졌고 1419년 7월 30일 프라하의 노베메스토에서 얀 젤리프스키(Jan Zelivsky)가 주도하는 강경파 후스주의자들이 동료 후스주의자들의 석방을 요구하며 시 의회 의원들을 시청 창문 밖으로 던지는 프라하 창밖 투척사건이 발생했으며, 며칠 뒤 바츨라프 4세가 죽자 후스주의자들은 보헤미아를 장악하게 된다.

## 교황권에 저항
후스는 성직자들이 보여주는 삶의 모습에서 다음과 같이 네 가지에 해당된다면 교황에게 대항하라고 설교했다.
- 첫째, 만일 교황이 하느님의 율법과 복음을 아는 경건한 자들을 무시하고 인간적인 전통에만 눈을 돌린다면 이것은 교황을 거절해야 하는 표시가 된다.
- 둘째, 교황과 영적인 저위층들이 경건한 삶을 벗어나서 세상적인 일에 얽매여 산다면 이것이 교황을 거절해야할 표시가 된다.
- 셋째, 교황이 그리스도를 섬기는 일에 세상의 장사꾼들을 내세우고 자신의 세속적인 삶에만 욕심을 내어 교회를 압박하는 경우
- 넷째, 만일 교황이 자신의 명령서를 통하여 구원을 필요로 하는 영혼들에게서 하느님의 말씀을 탈취한다면 이것이 교황을 향하여 대항할 표시이다.[1]

## 교회의 부패에 비판
후스는 교회의 부와 사치스러움은 사악함과 신앙의 표징이라고 보았다. 그는 교회가 온갖 비싼 성화들과 성직자의 예전복, 성작과 종을 사용하여 행하는 의식들을 비판했다. 그리고 교회가 갈취하는 헌금에 대해서도 비판 한 적있다.

## 우트라크파와 타보르파

### 우트라크파
후스파의 여러 지파 중 온건파에 속하는 일파로서 칼릭스틴(Calixtines) 또는 우트라크파(Utraquists), 양형영성체파라고도 불렸다
이들이 온건파로 분류되는 이유는 연옥설과 죽은 자를 위한 기도, 성자들의 초상, 성수(holy water)를 거부했고 복음의 자유로운 설교와 성직자의 도덕성 회복, 그리고 두 요소 성찬을 촉구하고 주장하였으나 로마 가톨릭의 성직계급제도와의 완전한 분리는 원하지 않았고 로마교회의 신조를 유지하기를 원했기 때문이다.
Calixtines 혹은 Utraquists는 두 요소(빵과 포도주)의 성찬을 행하는 자들이란 뜻을 가지고 있다. Calix는 “chalice 혹은 cup" 즉 성작을 의미하는 말로서 후스파의 깃발에는 성작이 그려져 있었다. 즉 평신도에게도 세금을 분배해야 한다는 주장을 깃발에 담은 것이다. 이것이 우트라크파(Utraquists)라는 이름이 붙여지게 된 근원이다.
이들은 후술 할 프라하 계약에서 ‘프라하 4개조’(Four Articles of Prague)를 제출했는데 그 중 둘째 내용이 대죄를 짓지 않은 모든 크리스천들에게 두 요소 성만찬을 허용하라는 것이었다. 이 후 모든 종교개혁자들은 두 요소의 성찬을 공히 주장하였다.

### 타보르파
극단적인 후스파로서, 이들이 요새로 삼은 프라하 남쪽 타보르에서 그 이름이 유래함)의 지도자 바클라프 코란다, 프라하에 극단적인 개혁당을 조직한 얀 첼리프스키가 있었다.
1433년 교황청과의 프라하 계약을 거부하고 1433년의 리판(Lipan)대전을 일으켜 결국 궤멸되었다.

## 후스 전쟁
1415년 후스의 처형 후 그의 교시(敎示)를 받던 보헤미아인(人)들이 로마 가톨릭 교회의 박해에 저항해서 반란을 일으켰다. 이어 농민·하층시민을 주체로 한 과격한 타보르파가 프시네츠의 니콜라이 니콜라우스, 얀 지슈카 등에 의해 형성되어 프라하시(市)에서 황군(皇軍)과 싸우고(1419), 독일 각지에 조직을 확대하였다.
이에 교황 마르티노 5세는 <위클리프파, 후스파, 그 밖의 이단자에 대하여>란 칙서를 발표하고 십자군을 발동하였으나 얀 지슈카에게 대패하였다.
1433년 이들의 신학적 핵심인 양형영성체의 의식은 인정하되 교리상 큰 의미를 부여치 않는 양측의 타협안을 담은 프라하 계약(compactara)으로 휴전에 돌입하였다.
그러나 강경한 입장이던 타보르파는 이에 반발하여 교전을 이어 나갔고 교황청은 온건파인 양형영성체파와 합세하여 이들에 대한 공세를 이어나갔다. 결국 타보르파는 1433년의 리판(Lipan)대전에 대부분이 참수당하였고, 일부 생존자들이 게릴라성 전투를 간헐적으로 이어갔다.
타보르파를 궤멸시킨 뒤 승자인 교황청과 양형영성체파는 다시 평화협상을 진행하였고 1436년 7월 두 종류의 성찬식과 교회토지의 사회횐원, 안 로키카나를 대주교로 삼는 보헤미아 가톨릭 독립교회의 설치를 골자로 하는 이글라우 협정을 맺었다.
이후 후스파가 세력을 거의 상실하자 교황 비오 2세는 양형론자의 의식(儀式)을 완전히 폐지하여 1620년경 로마 가톨릭에 흡수되었다.
체코슬로바키아의 쿠트나 호라에는 이 전쟁 때 목숨을 잃은 개신교인 희생자들의 해골과 뼈로 장식된 '해골성당'이 있다.

## 후스의 동상

프라하에 있는 후스 동상

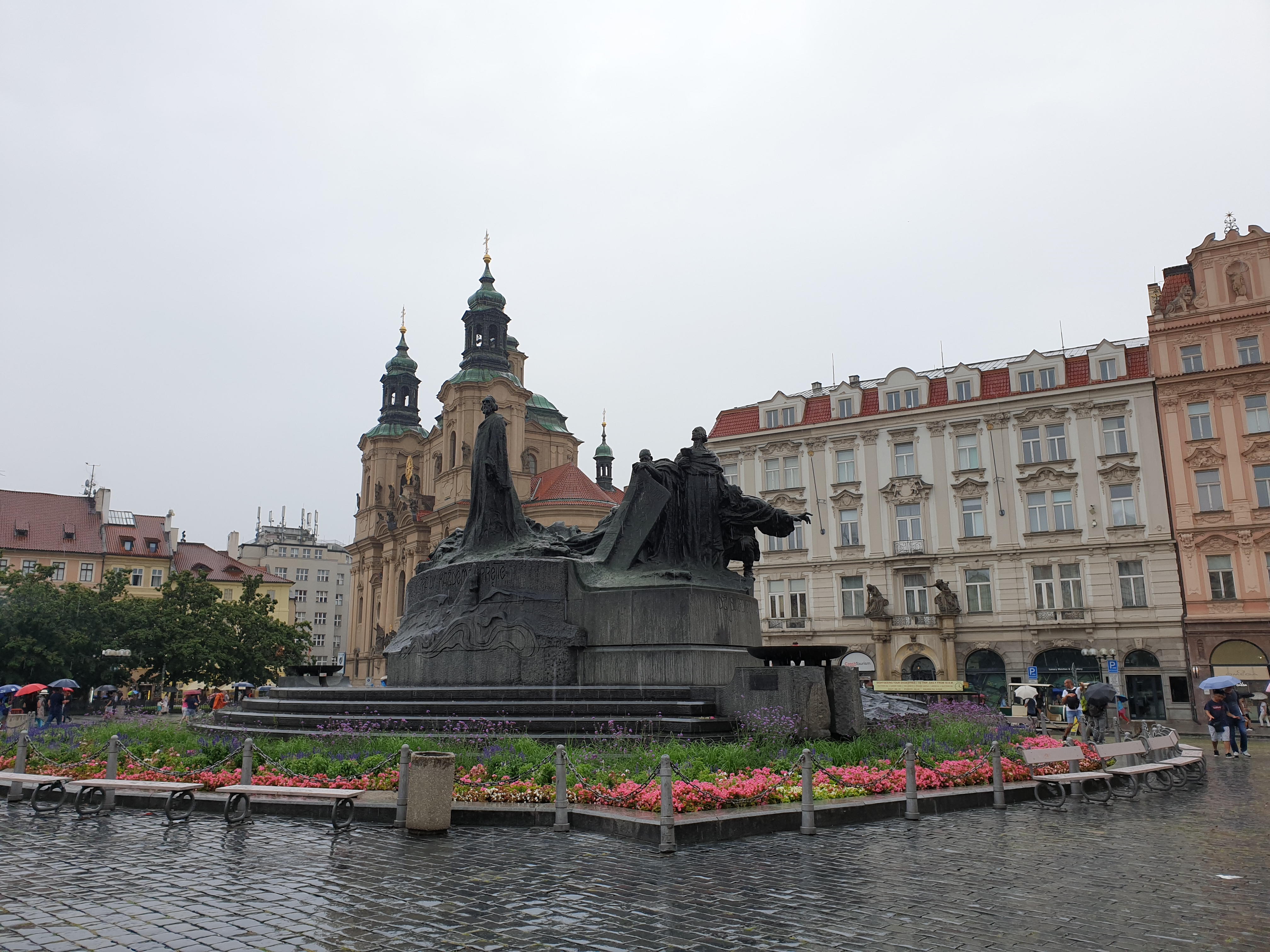
프라하에 있는 후스 동상을 멀리에서 바라본 모습

프라하의 '종교개혁 광장' 중앙에는 후스의 사망 500주년을 맞은 1915년에 세워진 후스의 동상이 서 있다. 체코의 세계적 조각가인 라디슬라프 샬로운(Ladislav Šaloun)이 제작했다. 이 동상의 기단에는 체코어로 이런 말이 적혀 있다.
| “ | 서로를 사랑하라. 모든 이들 앞에서 진실(혹은 정의)을 부정하지 마라. | ” |

후스가 감옥에서 보낸 열 번째 편지의 마지막에 적었던 글이다.

## 같이 보기
- 존 위클리프
- 얀 지슈카

## 참고자료
- Jedin, Herbert [ed.]: Handbuch der Kirchengeschichte, III/2. Freiburg in Br. 1968, s. 572–588.
- Kejř, Jiří: Husův proces. Vyšehrad, Praha 2000. ISBN 80-7021-387-6.
- 서혜정, 얀 후스의 기도, 『영적거장들의 기도』, 편집 안명준, 홀리북클럽, 2021,